# Monster Games
Monster Games, Inc. là một nhà phát triển trò chơi điện tử tư nhân tại Northfield, Minnesota, nước Mỹ, chuyên vềtrò chơi đua xe và các phiên bản chuyển thể trong thể loại hành động, flatform và nhập vai hành động. Công ty thành lập năm 1996.

## Trò chơi đã phát triển
- 1998 – Viper Racing (Microsoft Windows)
- 2000 – NASCAR Heat (Microsoft Windows, PlayStation, Game Boy Color)
- 2001 – NASCAR Heat 2002 (PlayStation 2, Xbox)
- 2002 – NASCAR: Dirt to Daytona (GameCube, PlayStation 2)
- 2004 – Test Drive: Eve of Destruction (PlayStation 2, Xbox)
- 2006 – Excite Truck (Wii)
- 2009 – Excitebots: Trick Racing (Wii)
- 2009 – Excitebike: World Rally (WiiWare)
- 2011 – Pilotwings Resort (Nintendo 3DS)[1]
- 2013 – Donkey Kong Country Returns 3D (Nintendo 3DS)[2]
- 2014 – Donkey Kong Country: Tropical Freeze (Wii U) Đồng phát triển với Retro Studios[3]
- 2015 – Xenoblade Chronicles 3D (New Nintendo 3DS)[4]
- 2016 – NASCAR Heat Evolution (PlayStation 4, Xbox One, Microsoft Windows)
- 2017 – NASCAR Heat 2 (PlayStation 4, Xbox One, Microsoft Windows)
- 2018 – NASCAR Heat 3 (PlayStation 4, Xbox One, Microsoft Windows)
- 2019 – NASCAR Heat 4 (PlayStation 4, Xbox One, Microsoft Windows)
- 2020 – Tony Stewart's  All American Racing (PlayStation 4, Xbox One, Microsoft Windows)[5]
- 2021 – SRX: The Game (PlayStation 4, Xbox One, Microsoft Windows)[6]